# Haconby
Haconby är en ort och civil parish i Storbritannien.   Den ligger i grevskapet Lincolnshire och riksdelen England, i den sydöstra delen av landet, 150 km norr om huvudstaden London. Haconby ligger 15 meter över havet och antalet invånare är 448.
Terrängen runt Haconby är platt, och sluttar brant österut. Runt Haconby är det ganska tätbefolkat, med 139 invånare per kvadratkilometer. Närmaste större samhälle är Bourne, 5,5 km söder om Haconby. Trakten runt Haconby består till största delen av jordbruksmark.